# 賀茂光栄
賀茂 光栄（かも の みつよし）は、平安時代中期の貴族・陰陽家。丹波権介・賀茂忠行の孫で、陰陽頭・賀茂保憲の長男。官位は従四位上・右京権大夫。

## 経歴
暦博士・天文博士・大炊頭・主計頭などを歴任、一説には陰陽允を歴任したというが可能性は低い。一条朝初頭の長徳4年（998年）大炊権頭から大炊頭に昇任されるが、職務に堪えられるかどうかはわからないが、一道（陰陽道）の長であることを以て任ぜられたという。長保2年（1000年）弟の前内蔵允・賀茂光国に暦道を習伝させるよう命ぜられている。
祖父・父に同じく抜群の腕を持つ陰陽師であったという。父・保憲は家学であった陰陽道のうち暦道を光栄に、天文道を愛弟子の安倍晴明に譲り、陰陽道の二大宗家「安賀両家」が成立した。光栄はなぜ賀茂氏の家学である陰陽道を分割してまで安倍氏に宗家の地位を与えたのか疑問に思っていたらしく、晴明と争論したという。
三条朝の長和4年（1015年）6月7日卒去。享年77。

## 官歴
- 時期不詳：従五位上[3]
- 寛和2年（986年） 11月1日：見暦博士兼備中介[3]
- 時期不詳：正五位下[4]
- 長徳3年（997年） 11月11日：大炊権頭兼播磨権介[4]
- 長徳4年（998年） 8月27日：大炊頭[5]
- 長和2年（1013年） 正月10日：見右京権大夫[6]
- 長和4年（1015年） 6月7日：卒去[6]

## 系譜
- 父：賀茂保憲
- 母：不詳
- 妻：弓削仲宣の娘
  - 男子：賀茂守道（986-1030）
- 生母不明の子女
  - 男子：賀茂義行

## 登場する創作作品
- 久遠の絆
- 陰陽師
- 陰陽ノ京
- 平安あかしあやかし陰陽師
- ねこねこ日本史
- 京都伏見のあやかし甘味帖